# Wassercluster
Wassercluster sind instabile, meist kurzlebige Zusammenschlüsse von Wassermolekülen zu größeren Molekülverbünden.

## Verwendung des Begriffs in der physikalischen Chemie

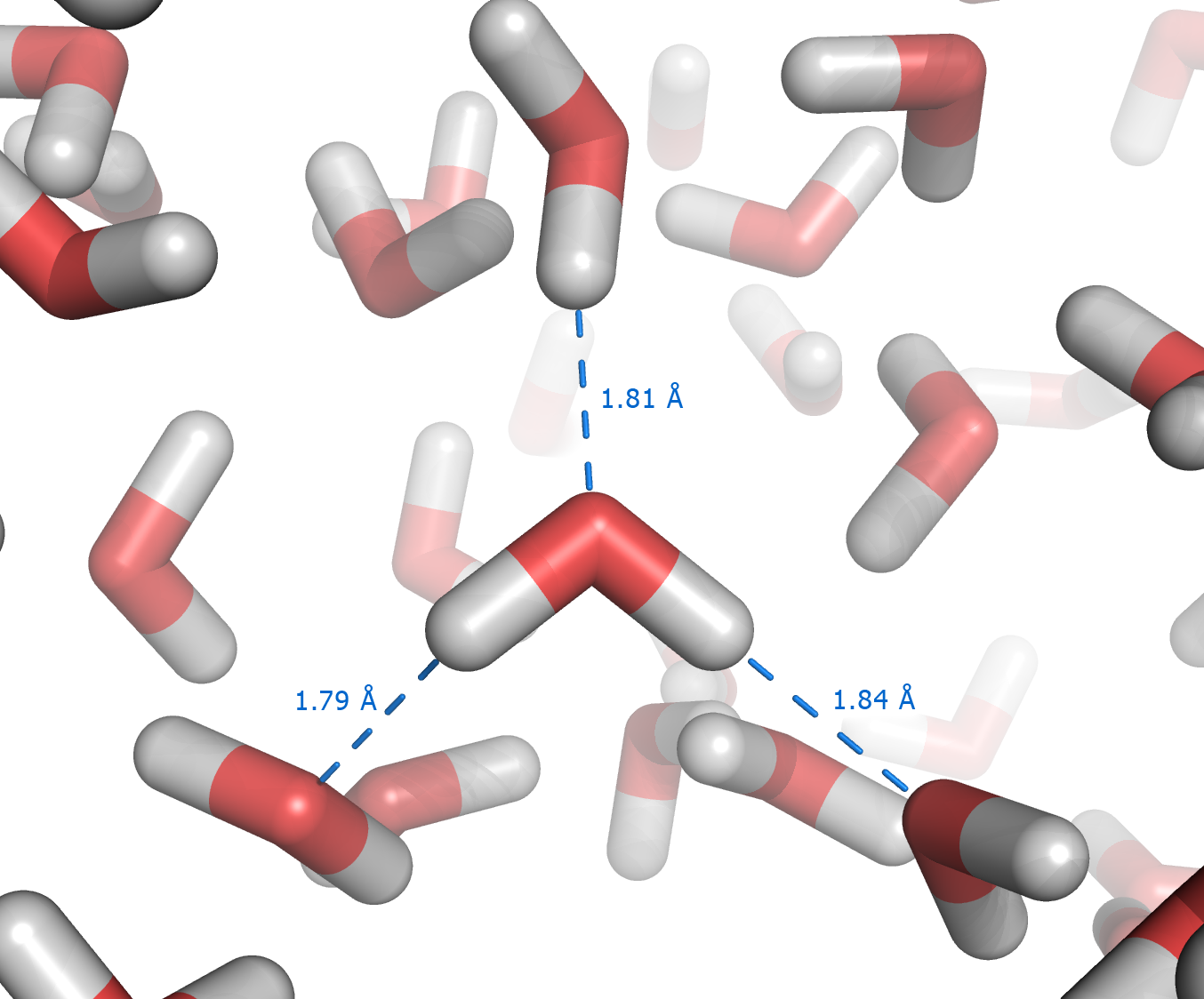
Verkettung der Wassermoleküle über Wasserstoffbrückenbindungen zu Clustern

Die Annahme einer Existenz dieser Objekte beruht auf der bekannten Anomalie des Wassers. Wasser hat einen für seine Molekülmasse ungewöhnlich hohen Schmelz- und Siedepunkt, der mit den, im Vergleich zu anderen intermolekularen Kräften, sehr starken Wasserstoffbrückenbindungen erklärt wird. Durch sie werden die Wassermoleküle verbunden, was zu Eigenschaften führt, die meist nur wesentlich schwerere Substanzen besitzen. 
Nach Strukturuntersuchungen der University of California von 2006 bilden sich dabei auch in flüssigem Wasser kurzfristig lange Ketten und Ringe, innerhalb der die Wassermoleküle wie in festem Eis tetraedrisch von vier weiteren Wasserteilchen umgeben sind.
Die Dichteanomalie, dass Wasser nämlich bei Abkühlung von 3,98 °C bis zum Gefrierpunkt seine Dichte verringert, wird ebenfalls mit einer einsetzenden Bildung kristallartiger Strukturen erklärt. Allerdings sind die genannten Gebilde instabil und keinesfalls fest gefügte Molekülverbünde. 
Bei den Wassermolekülen, die durch Wasserstoffbrückenbindungen aneinander gebunden sind, herrscht eine ständige Fluktuation. Wasserstoffbrückenbindungen existieren immer nur für eine sehr kurze Zeit und brechen innerhalb von Pikosekunden wieder auf, während sich an anderen Bindungsstellen genau so rasch wieder neue Brücken und somit neue Cluster bilden.
Die Lebensdauer einer Wasserstoffbrückenbindung liegt dabei typischerweise im Bereich von 1…20 ps (ps = Pikosekunde = 10−12 Sekunden), was die experimentelle Erforschung von Wasserclustern erschwert. Experimentell ist die extreme Kurzlebigkeit der Mikrostrukturen im Wasser auch an der Rotationsdiffusion des Wassers zu erkennen, das ist die regellose, durch Zufallsbewegungen erzeugte Änderung der Richtung der Symmetrieachsen der Wassermoleküle in der Flüssigkeit, deren charakteristische Zeiten ebenfalls im Picosekundenbereich liegen.
Diese speziellen Eigenschaften des Wassers sind der Grund für seine zahlreichen Anomalien.
Eine bleibende Umstrukturierung der Cluster (bis zum Kunden), in esoterischer Sprache „(positive) Informiertheit“ genannt, ist wegen der Kurzlebigkeit jeder einzelnen Wasserstoffbrückenbindung unmöglich.

## Verwendung des Begriffs in der Esoterik
Die kurzlebigen Wassercluster werden in der Esoterik und in Wasserbelebungs-Anlagen (siehe Belebtes Wasser) als vergängliche Träger von nicht näher bestimmten Informationen bezeichnet. Der wohl bekannteste Vertreter dieser Phantasien ist der japanische Parawissenschaftler Masaru Emoto. Er behauptet, dass Wasser Emotionen speichere und man dieses an den Strukturen von Schnee- und Eiskristallen erkennen könne. Auch für die angebliche Übertragung von Informationen im Wasser bei der Homöopathie sollen Wassercluster verantwortlich sein. Die behaupteten pseudowissenschaftlichen Effekte sind weder systematisch nachgewiesen noch basieren sie auf wissenschaftlichen Erkenntnissen.